# Styllou Christofi
Styllou Pantopiou Christofi (em grego:  Στυλλού Χριστοφή; 1900 – 15 de dezembro de 1954) foi uma mulher cipriota grega enforcada na Grã-Bretanha pelo assassinato da sua nora. Ela foi a penúltima mulher a ser executada na Grã-Bretanha, seguida em 1955 por Ruth Ellis.

## Assassinato
Na noite de 29 de julho de 1954, depois do seu filho Stavros ter saído para o trabalho e as crianças terem sido colocadas na cama, Christofi foi para a cozinha, onde Hella estava se dirigindo para realizar uma série de tarefas, e bateu na cabeça da nora com um golpe na parte de trás do crânio com uma pá de cinzas da caldeira. Ela, então, estrangulou Hella com um lenço até ela falecer; de seguida, removeu o anel de casamento do dedo dela, arrastou o corpo para o jardim atrás da casa e tentou cremar o corpo, derramando querosene sobre ele e incendiando-o. As chamas chamaram à atenção do vizinho John Young, que estava passando pela casa passeando com o seu cão. Ele viu Christofi a queimar o corpo de Hella espreitando pela cerca. No entanto, ele acreditava que o que estava a ser queimado era na realidade um manequim, e vendo que Christofi estava assistindo ao fogo, acreditava que não havia motivo para alarme.
O fogo rapidamente ficou descontrolado e Christofi, que falava inglês com dificuldade, correu para a rua para encontrar ajuda. Ela finalmente encontrou a ajuda de um casal em um carro estacionado em frente a uma estação ferroviária, a quem ela explicou: "Por favor, venha. O fogo queima. As crianças dormem". Quando eles chegaram, eles chamaram os bombeiros, que chamou a polícia depois de encontrar o corpo de Hella no jardim.
A polícia abriu uma investigação e descobriu provas incriminatórias contra Christofi. O corpo de Hella foi encontrado a mostrar sinais de estrangulamento, e manchas de sangue apressadamente limpas, ensopadas em trapos e jornais, foram descobertas no chão da cozinha. Além disso, John Young, o vizinho que tinha visto que Christofi havia estado a olhar para o fogo sobre o que ele acreditava ser um manequim, apressou-se a apresentar o seu testemunho e disse à polícia o que ele tinha visto. Posteriormente descobriu-se também que o anel de casamento de Hella havia sido removido: foi encontrado mais tarde no quarto de Christofi, e não havia nenhuma explicação razoável que Christofi conseguisse apresentar.